# Walter Noddack
Walter Noddack (Berlín, 17 de agosto de 1893 - Berlín, 7 de diciembre de 1960) fue un químico alemán. Él, junto a Ida Tacke (que más tarde se casó con Noddack, adoptando el nombre Ida Noddack) y Otto Berg, anunciaron en 1925 el descubrimiento del elemento 43 y del elemento 75.

## Renio
Sus descubridores llamaron renio al elemento de número atómico 75 (del latín Rhenus que significa "Rin", el gran río alemán). El renio fue el elemento siguiente al último descubierto de origen natural, y el último elemento descubierto que tiene un isótopo estable. La existencia de un elemento aún por descubrir en esta posición de la tabla periódica había sido predicho por Henry Moseley en 1914. En 1925 se informó que se detectó el elemento en minerales de platino y en el mineral columbita. También encontraron renio en la gadolinita y la molibdenita. En 1928 fueron capaces de extraer 1 gramo del elemento a partir de la transformación de 660 kg de molibdenita.

## Tecnecio
El elemento 43 fue llamado masurio (por la región de Masuria, en Prusia Oriental). El grupo de investigadores bombardeó la columbita con un haz de electrones y dedujo la presencia del elemento 43 mediante el examen de espectrogramas de difracción de rayos X. La longitud de onda de los rayos X producidos se relaciona con el número atómico por una fórmula deducida por Henry Moseley. El equipo reivindicó la detección de una señal débil de rayos X en una longitud de onda producida por el elemento 43. Experimentadores contemporáneos no pudieron repetir el descubrimiento, y de hecho fue considerado como un error durante muchos años.
No fue hasta 1998 cuando esta desestimación comenzó a ser cuestionada. John T. Armstrong, del Instituto Nacional de Estándares y Tecnología (NIST) ejecutó simulaciones por ordenador de los experimentos y obtuvo resultados muy similares a los reportados por el equipo de 1925. Esa reivindicación fue respaldada por el trabajo publicado por David Curtis del Laboratorio Nacional Los Álamos midiendo la (pequeña) aparición natural del tecnecio. El debate persiste sobre si el equipo de 1925 en realidad descubrió el elemento 43. Puede consultarse una ampliación sobre esta controversia en una sección del artículo sobre Ida Noddack.

## Carrera académica
Noddack se convirtió en profesor de química física en 1935 en la Universidad de Friburgo, y en 1941 se trasladó a la Reichsuniversität Straßburg. Después de la Segunda Guerra Mundial, pasó a la Universidad de Bamberg y en 1956 fue nombrado director de su recién fundado Instituto de Investigación de Geoquímica.